# Monument au Divin Sauveur du Monde
Le monument au Divin Sauveur du Monde (en espagnol : Monumento al Divino Salvador del Mundo) est une sculpture monumentale située Plaza Salvador del Mundo à San Salvador, la capitale du Salvador. Elle représente Jésus-Christ debout sur un globe terrestre placé au sommet d'un piédestal quadrilatéral en béton. Ce monument figure sur le billet de 200 colons salvadoriens et sur certaines plaques d'immatriculation salvadoriennes.

## Historique
Le piédestal du monument est d'abord construit dans le but de décorer la tombe de Manuel Enrique Araujo, président du Salvador de 1911 jusqu'à son assassinat en 1913. Il est ensuite présenté à la famille d'Araujo et consacré à son emplacement actuel par l'évêque Luis Chávez y González le 26 novembre 1942 à l'occasion du premier Congrès eucharistique national du Salvador.
La statue de Jésus-Christ est endommagée et renversée par le séisme de 1986 (en) qui frappe la capitale salvadorienne,. Elle est restaurée et replacée sur le piédestal quelques mois après la campagne Levantemos el alma salvadoreña (« Élevons l'âme salvadorienne »). En face de la place est érigée une statue en la mémoire de l'archevêque Óscar Romero. Lors des festivités de la ville, la défilé des chars débute généralement à proximité du monument du Divin Sauveur du Monde.
En 2010, la place, alors nommée Plaza las Americas, est totalement remodelée et rénovée. Afin d'améliorer l'image de la ville, le maire Norman Quijano (en) fait réaménager la place et la renomme en Plaza Salvador del Mundo, étendant ainsi le nom du monument à toute la place. Les travaux incluent la rénovation totale des trottoirs, des gradins et des emplacements des porte-drapeaux. La statue du Christ, placée à environ 18 m de haut, est également repeinte. Les travaux sont réalisés par le Grupo Roble pour le compte de la municipalité ; ils débutent le 7 mai 2010 et s'achèvent le 18 novembre de la même année.

## Galerie

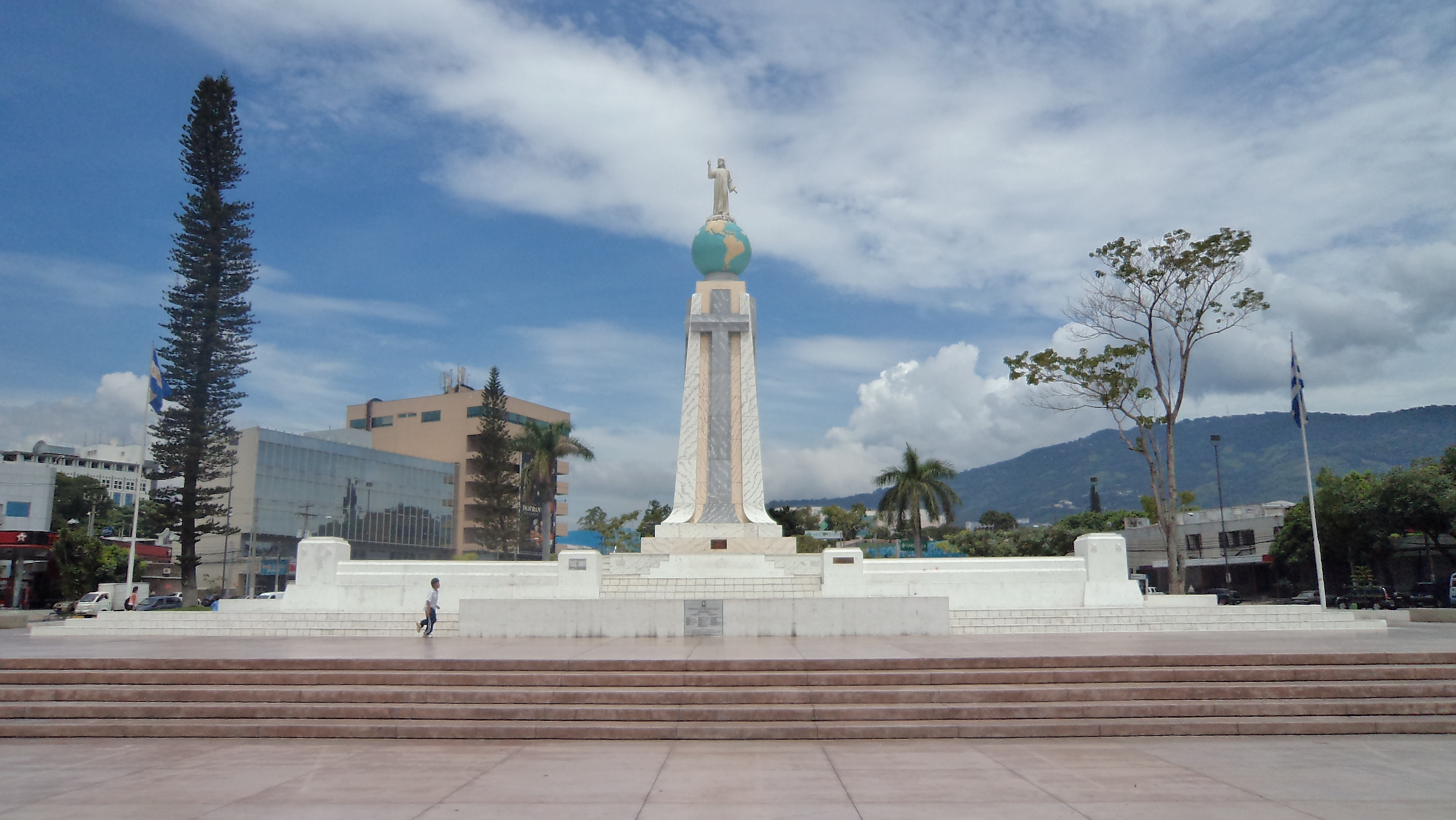
Vue générale du monument sur la place.
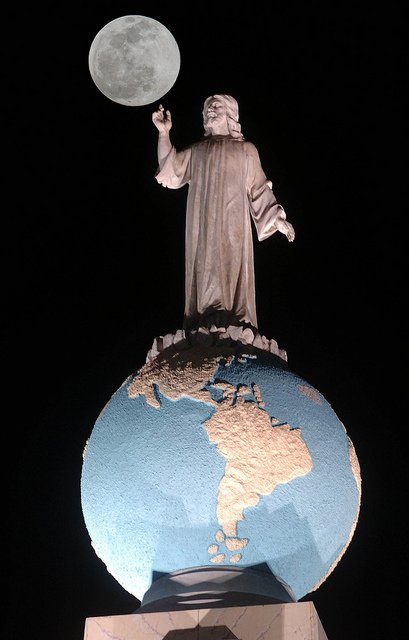
La statue de Jésus-Christ une nuit de pleine lune
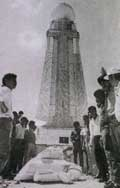
Des Salvadoriens observent la statue effondrée après le séisme de 1986 (en)
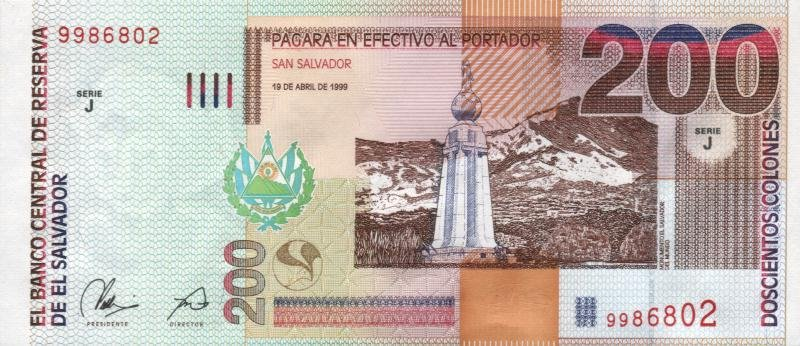
Illustration du monument sur le revers du billet de 200 colons salvadoriens
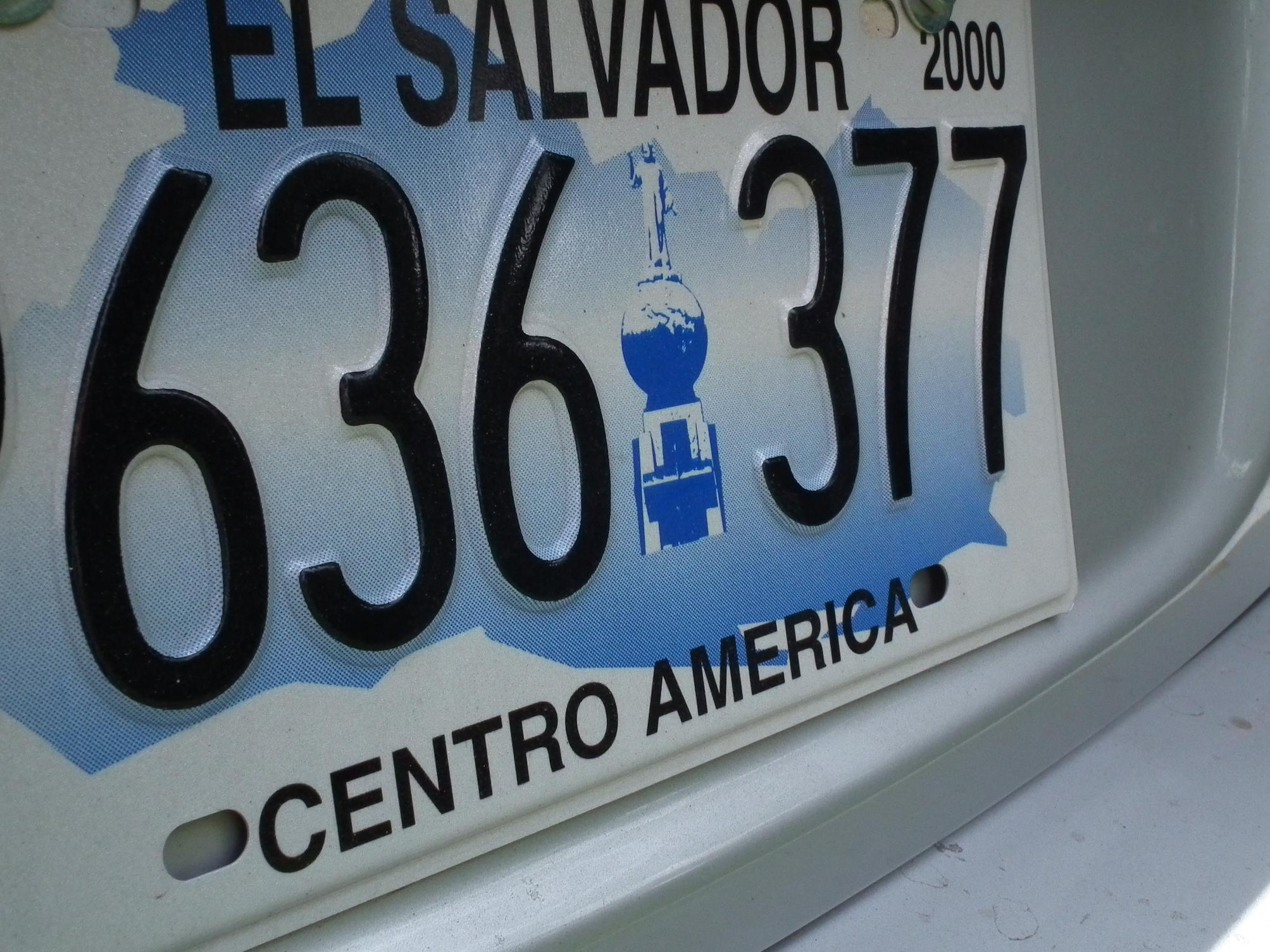
Le monument sur une plaque d'immatriculation salvadorienne

## Sources
- (en)/(de) Cet article est partiellement ou en totalité issu des articles intitulés en anglais « Monumento al Divino Salvador del Mundo » (voir la liste des auteurs) et en allemand « Monumento al Divino Salvador del Mundo » (voir la liste des auteurs).